# 激进左翼联盟—进步联盟
激进左翼聯盟—进步联盟（羅馬化：Synaspismós Rizospastikís Aristerás – Proodeftikí Simachía），简称激左盟（ΣΥΡΙΖΑ，SYRIZA），是希腊的一个民主社会主义政党。该党原为由多個反對財政緊縮政策的左翼政黨和獨立人士組成的政党联盟，后改组为单一政党。其前身是“争取左翼团结和共同行动对话空间”。

## 起源
1991年，受苏东剧变影响，希腊共产党内部发生严重分裂，以总书记格里戈里斯·法拉科斯为首的主张全面否定马克思列宁主义和取消党的“革新派”，联合左翼和进步联盟（当时由希腊共产党领导的左翼政党联盟）内其他党派（主要是希腊共产党（国内派）演变而来的希腊左翼），试图从改变党的纲领和改选领导机构成员入手，进而全面改变联盟性质，将其变成一个“统一、自主、多派别”的政党。1991年6月23日，希共“正统派”在牢固掌握党的领导权、挫败“革新派”改变党的性质的企图后，将“革新派”的代表人物清除出中央委员会和政治局，并宣布退出左翼和进步联盟。包括近一半希共中央委员和五分之二党员在内的“革新派”遂自行退党，加入左翼和进步联盟，将其改组为单一政党。
2001年，左翼和进步联盟与其他数个左翼党派（这些党派大部分脱胎于希腊共产党，包括托洛茨基主义者、毛主义者、欧洲共产主义者）组成名为“争取左翼团结和共同行动对话空间”的松散联盟。2003年，左翼和进步联盟更名为“运动和生态左翼联盟”。2004年，在“争取左翼团结和共同行动对话空间”的基础上，组建了名为“激进左翼联盟”的政党联盟，运动和生态左翼联盟是该联盟的主要力量。2019年，该党改名为“激进左翼联盟—进步联盟”。

## 发展
2004年1月，激进左翼聯盟作为一个政党联盟成立，由以下单位组成：
- 运动和生态左翼联盟
- 革新共产主义生态左翼
- 国际主义工人左翼
- 争取行动左翼联合运动
- 行动公民
- 其他独立左翼团体和活动家[20][21]

2004年希腊议会选举，在希臘議會中有6席。2007年希腊议会选举中增加至14席，2009年希腊议会选举中降为13席。
2011年欧债危机爆发后，在希臘反對經濟緊縮的呼聲中，激进左翼聯盟在2012年5月希腊议会选举中大有斬獲，得票率超过16%，取的52个席次，躍升成第二大黨，第一大黨的保守派新民主黨組閣失敗後，獲得組閣權，但最終失敗，而向總統交出組閣權。同月底正式组成统一政党，不少成員由原泛希臘社會主義運動退黨加入，激进左翼联盟取代泛希臘社會主義運動成為最大的中左翼政黨。
2012年6月希腊议会选举中，该党取得26%的支持率，并取得71席，成为议会第二大党和最大反对党。同月25—26日，该党组织罢工者和抗议者联合举行雅典总罢工。在此次罢工后，激进左翼联盟的民测支持率明显提升。
2015年1月希臘議會選舉中，该党取得36.34%的支持率，并取得149席，成为议会第一大党與希臘政府組織主導權，並在稍後與在本次選舉中排名第六的右翼政黨獨立希臘人共組聯合政府。
2015年8月21日，以帕纳约蒂斯·拉法扎尼斯为首的25名希腊议会议员为表达对时任希腊总理、激进左翼联盟领袖阿莱克西斯·齐普拉斯所推行的政策的不满，宣布退出激进左翼联盟，另外组建名为“人民团结”的政党。
2019年希臘議會選舉，激进左翼联盟議會席位數不敵新民主黨，失去希臘執政權。

## 意识形态
激进左翼联盟现时自我定位为既非共产党也非社会民主党的民主社会主义多元左翼政党。它支持混合经济，尤其强调女权主义、民主权利和环境保护等“新政治议题”，又称「另类全球化」。其成员主要包括那些致力于克服资本主义弊病的具有激进民主主义和生态导向的力量，以及一些要求发展民主和强调民族自决权的进步人士。因此，激进左翼联盟虽然起源于工人运动，但并非一个工人阶级政党。如政治学家大卫•阿特所言：“我们不再是共产党人，我们永远不可能是社会民主党人。”

## 选举表现

### 议会选举
| 2004    | 议会 | 241,539   | 3.26%  | 6   |
| 2007    | 议会 | 361,211   | 5.04%  | 14  |
| 2009    | 议会 | 315,627   | 4.60%  | 13  |
| 2012.05 | 议会 | 1,061,265 | 16.78% | 52  |
| 2012.06 | 议会 | 1,655,053 | 26.89% | 71  |
| 2015.01 | 议会 | 2,244,584 | 36.34% | 149 |
| 2015.09 | 议会 | 1,925,904 | 34.60% | 145 |
| 2019.07 | 议会 | 1,781,174 | 31.53% | 86  |
| 2023.05 | 议会 | 1,184,500 | 20.1%  | 71  |
| 2023.06 | 议会 | 929,373   | 17.8%  | 48  |

### 欧洲议会选举
| 2009 | 欧洲议会 | 240,898   | 4.7%  | 1 |
| 2014 | 欧洲议会 | 1,518,608 | 26.6% | 6 |
| 2019 | 欧洲议会 | 1,204,083 | 23.8% | 6 |